# Wilhelm Hoffman
Wilhelm Hoffman fue un soldado alemán perteneciente al 267.º Regimiento de Infantería de la 94.ª División de Infantería del 6º Ejército, que relató la Batalla de Stalingrado en su diario, y es citado en muchos documentales y libros sobre este tema. Su diario proporciona un relato de primera mano de lo que estaba experimentando el VI Ejército alemán y cómo se enfrentaba a la situación, sin la influencia interpretativa externa de la propaganda y la censura. Aunque tiene información limitada porque solo da el relato de una persona, sigue siendo uno de los pocos relatos alemanes inalterados que sobrevivieron a la Segunda Guerra Mundial. 

## Contenido del diario
12 de Agosto:
"Esta mañana los soldados destacados recibieron condecoraciones... ¿de verdad volveré a Elsa sin una condecoración? Creo que por Stalingrado el Führer me condecoraría hasta a mí."
Cuando la Batalla de Stalingrado comenzó en agosto de 1942, Wilhelm y sus compañeros estaban muy animados. Su comandante creía que si completaban sus objetivos rápidamente, estarían en casa para Navidad. Wilhelm también tenía esperanzas de que el Führer llevara esto a cabo con éxito. Cuando comienza la batalla, se sorprende al ver lo duro que luchan los soldados rusos para defender la ciudad. Un oficial soviético capturado informa a su comandante que los rusos defenderán Stalingrado hasta la última bala. Inicialmente se refiere a la resistencia como bárbara y fanática, pero a medida que la batalla continúa, los rusos comienzan a ganarse su respeto a regañadientes, y en un momento ya existe el dicho: "Los rusos no son hombres, sino una especie de criaturas de hierro fundido". 
Uno de los relatos más notables del diario es la brutal batalla que duró seis días entre el 16 y el 22 de septiembre de 1942, en un depósito de granos donde, según él, solo se encontraban 40 rusos (él se refiere a ellos como "demonios" ) quienes fueron encontrados muertos dentro del depósito después del combate, mientras que su batallón, en comparación, sufrió pérdidas desastrosamente graves. 
El 28 de septiembre, su regimiento llega al Volga, y celebran, creyendo que la batalla casi ha terminado. Sin embargo, su regimiento es enviado a capturar las fábricas a lo largo del río, lo que resulta en un gran número de bajas. La moral se derrumba, ya que los hombres ahora creen que están condenados, y muchos esperan ser heridos y enviados lejos del frente. 
A finales de noviembre, los soviéticos lanzan un gran contraataque, y el 6º ejército está rodeado. A medida que disminuyen las raciones, los alemanes comienzan a morir de hambre. Las fuerzas de Erich von Manstein intentan romper el cerco, llevando esperanza a los soldados sitiados, pero es derrotado. La última entrada del diario de Hoffman es el 26 de diciembre, con la frase final "¡Maldita sea esta guerra!".Si bien se desconoce el destino exacto de Hoffman, se cree que murió poco después en la amarga lucha.

26 de Diciembre:
"Los caballos ya han sido comidos. Me comería un gato; dicen que su carne también es sabrosa. Los soldados se ven como cadáveres o lunáticos, buscando algo para poner en sus bocas. Ellos ya no se cubren de los proyectiles rusos, no tienen la fuerza de caminar, ni correr ni esconderse. ¡Maldita sea esta guerra!"